# Boeing Bird of Prey
A Bird of Prey egy együléses lopakodótechnológiai demonstrációs kísérleti repülőgép, melyet arra használtak, hogy teszteljenek alacsony észlelhetőségű lopakodótechnikákat, új repülőgép-tervezési módszereket és új szerkezeti megoldásokat.

## Történet
A Bird of Prey-projekt 1992-től 1999-ig futott; a repülőgép első repülése 1996-ra esett. A gépet a Star Trek tudományos-fantasztikus sorozatban szereplő Klingon űrhajóhoz való külső hasonlósága és ugyancsak az aktív rejtőzködés alkalmazása alapján nevezték el.

## Rövid leírás
A 38 repülés alatt a Bird of Preyjel olyan módokat teszteltek, amivel kevésbé észlelhetővé válik a gép szemnek és radaroknak egyaránt. Ezen a gépen olyan új építési módokat használtak, mint például: nagy méretű kompozitelemek, a virtuális valóságban megtervezett és összegyűjtött adatok alapján való építés. A gép építésében fontos szerepet jelentett az eldobható alkatrészek lehetősége. A Bird of Preyt 2002-ben felfedték, mert a tervtechnikái általános gyakorlattá váltak a repülőgépgyártásban. Például – szintén a Boeing használta őket –  az X–32 Joint Strike Fighter demonstráló gépben és később a X–45A UCAV-ban (Unmanned Combat Air Vehicle) prototípusában.

## Tanulságok
A repülőgép különösen előrehaladott lopakodásformákat demonstrál, mint például a „rés nélküli” kormányfelületek, amik belesimulnak a szárnyakba, hogy a radarláthatóságot csökkentsék, és egy olyan gázbeszívó rendszer, ami szemből teljesen le van árnyékolva. A Bird of Prey mindazonáltal használt néhány meglévő, készen kapható technológiát is, ezzel a költségeket le lehetett csökkenteni és a gyártást felgyorsítani. Vezérlési rendszere teljesen kézi, számítógép segítsége nélkül zajlott. A futóművet a Beechcraft King Air és Queen Air repülőkből vették át. A gépet a Boeing 2002-ben a National Museum of the USAFnek ajándékozta.